# Podochilus forficuloides
Podochilus forficuloides är en orkidéart som beskrevs av Johannes Jacobus Smith. Podochilus forficuloides ingår i släktet Podochilus och familjen orkidéer. Inga underarter finns listade i Catalogue of Life.